# 中村ひとみ
中村 ひとみ（なかむら ひとみ、1964年10月22日 - ）は、日本の女優。旧芸名・栗田ひとみ。
青森県西津軽郡鰺ヶ沢町出身。弘前学院聖愛高等学校卒業。東京マックス美容専門学校修了。

## 人物・来歴
- 兄と姉がいる[1]。
- 1984年、専門学校在学中に山本晋也監督にスカウトされ芸能界入りし、1984年4月にテレビ朝日の「土曜ワイド劇場」でデビュー[1]。
- バラエティ番組などでは、ほとんど青森弁（津軽弁）で話す。
- デビュー当初（1985年）は、女優の沢田和美と共演することが多かった。
- 現在は芸能活動を休止している。

## 出演

### テレビドラマ
- 女の裏顔（1985年3月1日・金曜女のドラマスペシャル）
- 土曜ワイド劇場
  - 牟田刑事官事件ファイル 第3作「見合い旅行殺人事件」（1985年6月8日） - 落合ユミ 役
  - 混浴露天風呂シリーズ(4)・女子大生秘湯ツアー連続殺人（1985年11月23日）
- スーパーポリス・黙れ！芸能レポーター殺人事件（第14回）（1985年7月13日）
- 意地悪ばあさん(6)・もう沖縄は夏の色！の巻（1986年4月7日・月曜ドラマランド）
- チョッちゃん（1987年4月6日〜10月3日・NHK朝の連続テレビ小説）
- クセになりそな女たち（1987年4月9日〜7月2日）
- OL三人旅(4)・台湾湯けむりツアー（1988年6月17日・男と女のミステリー）
- OL三人娘　ぎんぎん恋物語・混浴露天風呂ツアー！いつだって結婚適齢期（1988年7月5日・火曜スーパーワイド）
- 素晴らしき毎日・帰っておいでいとしの人よ（第1回）（1988年8月23日）
- 追いかけたいの!－Turn it into love－（1988年10月26日〜12月21日）
- あなたが欲しい－I WANT YOU－（1989年1月19日〜3月23日）
- だまされたって、愛されたい（1989年5月11日〜5月25日）
- 空港で待つ女（1989年11月25日・ドラマチック22）
- 姉貴の恋人（1990年11月10日・ドラマチック22）
- 世にも奇妙な物語(2)・離れません（第10回）（1991年3月14日）
- 赤頭巾快刀乱麻（1991年4月5日〜8月2日） - みよ 役
- 大人は判ってくれない・自動車泥棒（第7回）（1992年2月27日）
- デパート!秋物語（1992年10月13日〜12月22日）
- バスガイド愛子(2)・みちのくの恋（1994年10月24日・月曜ドラマスペシャル）
- 霧の旗（2003年9月16日・松本清張サスペンス特別企画）
- 昼顔（詳細不明）
- 胸つき八丁夫婦横丁おかしな毎日（詳細不明。NHKの番組である。）

### 映画
- ちょうちん（1987年5月23日・東映）

### バラエティ
- トゥナイト（※ 木曜レギュラー）
- 痛快!知らぬはオトコばかりなり（※ 1998年11月からレギュラー出演）
- しらばかっ!!
- 笑顔がいちばん!
- 噂の!東京マガジン
- 中村ひとみの温泉紀行
- 一枚の写真
- 達人くらぶ
- ビジネスズームアップ
- スーパーワイド
- ホントに本当なの!?
- TVイーハトーブ

### 舞台
- 津軽人情おんな節（八代亜紀特別公演）（1988年）
- クリスマスキャロル（1988年）
- 若旦那、飛び出す!!（吉幾三特別公演）（1991年）
- 幸せのどん底（1993年）
- 花迷宮（1999年）

### ビデオ
- メタモルフォーゼ（VA-323）（1985年4月10日・日活ビデオフィルム）

## 写真集
- 季節風（1986年4月1日・ミリオン出版）